# 龍在少林
龍在少林由中國影星釋小龍和郝劭文主演的1996年動作喜劇片。內容是說小和尚小龍的尋「佛」經歷。

## 劇情
小龍是少林寺的一個小和尚，他天賦慧根，但童心未泯，師傅要他練字的時候，卻在玩井字棋，於是師傅便命令了鐘海帶小龍下山了解世情，還給了小龍一個任務，要小龍下山尋佛緣，師傅給他的提供就是「佛在心中，心中有佛，一切隨緣」，少林寺各和尚都給了金錢作師哥鐘海及一位師兄與小龍下山的經費，他仨上了公共巴士下山。
另一方面，風哥在拍賣中競投一個佛頭，風哥的弟弟也進了去參與。到全場最珍貴的拍賣品陝西出土的「大頭佛像」，大頭佛像是所有佛像的始祖，一切佛像的造型刻工與神情都是以衪作根本，拍賣低價是三千萬，每一口價是一千萬。風哥與風哥的弟弟不斷是叫價，希望投得「大頭佛像」，最終由風哥的弟弟投得，於是風哥向他追尋佛像。
小龍他們下車後到一間麥當勞，師兄們立即了點個「巨」無霸，小龍沒有吃到，因為這不是素食，他們不能夠吃肉。

## 外部連結
- 互联网电影数据库（IMDb）上《龍在少林》的资料（英文）